# O postanku i razvoju crnogorske nacije
O postanku i razvoju crnogorske nacije je naslov knjige crnogorskog političara i povjesničara Sava Brkovića koja je 1974. tiskana u Titogradu.

### Kontekst
Djelo predstavlja pokušaj objašnjenja etnogeneze Crnogoraca i kronološki je prethodilo tiskanju knjige O etnogenezi Crnogoraca dr.Špira Kulišića (1980.)

### Glavna stajališta
Savo Brković je iznosi nekoliko temeljnih tumačenja kojima je pokušao demistificirati crnogorsku povijest. Nastojao je, primjerice, dokazati da se tijekom 19. stoljeća riječi Srbin i srpski u tadašnjoj crnogorskoj državi rabile kao kao sinonimi za kršćanin i kršćanski, itd.
Stvaranje suvremene crnogorske nacije Brković je pokušao prikazati marksističkim tumačenjem povjesti.
Knjiga O postanku i razvoju crnogorske nacije ima 267 strana.
Savo Brković je glavne teze iz ovoga djela razradio u svojoj knjizi Etnogenezofobija – prilog kritici velikosrpstva koju je tiskao 1988.